# ژاک کومانس
ژاک کومانس (انگلیسی: Jacques Coomans; ۱۳ نوامبر ۱۸۸۸ – ۱ سپتامبر ۱۹۸۰) دوچرخه‌سوار اهل بلژیک بود.